# Grad Heemstede
Grad Heemstede (nizozemsko Slot Heemstede) stoji na mestu starega gradu Heemstede. Sedanji objekt, ki so delno obnovljene ruševine, stoji na mestu nekdanjega gradu 'Gospostva Heemstede', ali 'gradu Heemstede'. Kraj ima strateško pozicijo na ustju reke Spaarne v Haarlemsko jezero (od leta 1853 izsušeno, ki se sedaj imenuje Haarlemmermeer polder).

## Zgodovina
Grad je  leta 1280 zgradil Dirk Hoylede iz Vlaardingena. Večkrat požgan in ponovno pozidan skozi stoletja je na koncu dokončno propadel leta 1810, potem ko je bil že leta opuščen. Do danes se je ohranila le monumentalna vratarnica t.i. spodnji grad ('Nederhuys'), ki je bila zgrajena leta 1630. Vidni pa so še grajski temelji iz srednjega veka.
Najbolj znani lastnik gradu je bil Adriaan Pauw, ki ga je kupil leta 1620. V obeležitev mirovnega sporazuma med Španijo in Nizozemsko republiko t.i. Münsterskega miru, pri oblikovanju katerega je sodeloval Pauw, je dal zgraditi most Pons Pacis, ki še vedno stoji.

## Galerija
- Grad Heemstede leta 1667 kot ga je iz severne smeri upodobil Gerrit Adriaenszoon Berckheyde
- Pons Pacis, ali 'most miru', ki ga je zgradil Adriaan Pauw